# Fusinus rostratus
Fusinus rostratus is een slakkensoort uit de familie van de Fasciolariidae. De wetenschappelijke naam van de soort is voor het eerst geldig gepubliceerd in 1792 door Olivi.